# Trent Bridge
Trent Bridge est un stade de cricket situé à West Bridgford, en Angleterre. Il est le siège du Nottinghamshire County Cricket Club. Il est implanté près de la rivière Trent.
Il est utilisé pour les rencontres internationales de l'équipe d'Angleterre de cricket depuis 1899. Le premier test joué à Trent Bridge débuta le 1er juin 1899 et opposa l'Angleterre à l'équipe d'Australie. Il accueille son premier One-day International le 31 août 1974.
Il est utilisé lors des coupes du monde de 1975, 1979, 1983 et 1999.